# Komelina
Komelina (puzavac; lat. Commelina), rod trajnica iz porodice komelinovki. Pripada mu 194 vrste u tropima i suptropima, većina u Africi.. 
U Hrvatskoj rastu dvije vrste bengalski puzavac (C. benghalensis) i obični puzavac (C. communis).

## Vrste
1. Commelina acutispatha De Wild.
2. Commelina acutissima Urb.
3. Commelina africana L.
4. Commelina agrostophylla F.Muell.
5. Commelina albescens Hassk.
6. Commelina albiflora Faden
7. Commelina andamanica S.M.Joseph & Nampy
8. Commelina angustissima K.Schum.
9. Commelina appendiculata C.B.Clarke
10. Commelina arenicola Faden
11. Commelina ascendens J.K.Morton
12. Commelina aspera G.Don ex Benth.
13. Commelina attenuata K.D.Koenig ex Vahl
14. Commelina aurantiiflora Faden & Raynsf.
15. Commelina auriculata Blume
16. Commelina badamica Nandikar & Gurav
17. Commelina bambusifolia Matuda
18. Commelina barbata Lam.
19. Commelina bella Oberm.
20. Commelina benghalensis L.
21. Commelina bequaertii De Wild.
22. Commelina boissieri C.B.Clarke
23. Commelina bracteosa Hassk.
24. Commelina bravoa Matuda
25. Commelina calandrinoides (F.Muell.) Zuntini & Frankel
26. Commelina cameroonensis J.K.Morton
27. Commelina capitata Benth.
28. Commelina catharinensis Hassemer, J.P.R.Ferreira, Funez & J.D.Medeiros
29. Commelina chamissonis Klotzsch ex C.B.Clarke
30. Commelina chayaensis Faden
31. Commelina ciliata Stanley
32. Commelina clarkeana K.Schum.
33. Commelina clavata C.B.Clarke
34. Commelina commelinoides Forssk.
35. Commelina communis L.
36. Commelina congesta C.B.Clarke
37. Commelina congestispatha López-Ferr., Espejo & Ceja
38. Commelina corbisieri De Wild.
39. Commelina corradii Chiov.apud Chiarugi
40. Commelina crassicaulis C.B.Clarke
41. Commelina cuneata C.B.Clarke
42. Commelina cyanea R.Br.
43. Commelina dammeriana K.Schum.
44. Commelina danxiaensis Q.Fan, Long Y.Wang & W.Guo
45. Commelina dekindtiana Fritsch
46. Commelina demissa C.B.Clarke
47. Commelina diffusa Burm.f.
48. Commelina disperma Faden
49. Commelina divaricata Vahl
50. Commelina droogmansiana De Wild.
51. Commelina echinulata Lebrun & Taton
52. Commelina eckloniana Kunth
53. Commelina efoveolatum (C.B.Clarke) L.M.Campb.
54. Commelina ensifolia R.Br.
55. Commelina erecta L.
56. Commelina fluviatilis Brenan
57. Commelina foliacea Chiov.
58. Commelina forsskaolii Vahl
59. Commelina frutescens Faden
60. Commelina geniculata Ham.
61. Commelina gigas Small
62. Commelina giorgii De Wild.
63. Commelina gourmaensis A.Chev.
64. Commelina grandis Brenan
65. Commelina grossa C.B.Clarke
66. Commelina haitiensis Urb. & Ekman
67. Commelina hirsuta (Wight) C.B.Clarke
68. Commelina hockii De Wild.
69. Commelina holubii C.B.Clarke
70. Commelina homblei De Wild.
71. Commelina huillensis Welw. ex C.B.Clarke
72. Commelina humblotii H.Perrier
73. Commelina huntii M.Pell.
74. Commelina imberbis Ehrenb. ex Hassk.
75. Commelina indehiscens E.Barnes
76. Commelina irumuensis De Wild.
77. Commelina kapiriensis De Wild.
78. Commelina kilanga De Wild.
79. Commelina kisantuensis De Wild.
80. Commelina kitaleensis Faden
81. Commelina kituloensis Faden
82. Commelina kotschyi Hassk.
83. Commelina lanceolata R.Br.
84. Commelina latifolia Hochst. ex A.Rich.
85. Commelina leiocarpa Benth.
86. Commelina littoralis M.C.Naik & Nandikar
87. Commelina livingstonii C.B.Clarke
88. Commelina longicapsa C.B.Clarke
89. Commelina longicaulis Jacq.
90. Commelina longifolia Lam.
91. Commelina loureiroi Kunth
92. Commelina lukei Faden
93. Commelina lukonzolwensis De Wild.
94. Commelina luteiflora De Wild.
95. Commelina luzonensis Elmer
96. Commelina macrospatha Gilg & Ledermann ex Mildbr.
97. Commelina macrosperma J.K.Morton
98. Commelina maculata Edgew.
99. Commelina madagascarica C.B.Clarke
100. Commelina major H.Perrier
101. Commelina mascarenica C.B.Clarke
102. Commelina melanorrhiza Faden
103. Commelina membranacea Robyns
104. Commelina merkeri K.Schum.
105. Commelina microspatha K.Schum.
106. Commelina milne-redheadii Faden
107. Commelina modesta Oberm.
108. Commelina montigena H.Perrier
109. Commelina mwatayamvoana P.A.Duvign. & Dewit
110. Commelina neurophylla C.B.Clarke
111. Commelina nigritana Benth.
112. Commelina nivea López-Ferr., Espejo & Ceja
113. Commelina nyasensis C.B.Clarke
114. Commelina obliqua M.Vahl
115. Commelina obscura K.Schum.
116. Commelina oligotricha Miq.
117. Commelina orchidophylla Faden & Layton
118. Commelina orchioides Booth ex Lindl.
119. Commelina paleata Hassk.
120. Commelina pallida Willd.
121. Commelina pallidispatha Faden
122. Commelina paludosa Blume
123. Commelina petersii Hassk.
124. Commelina petiolata Abeyw.
125. Commelina platyphylla Klotzsch
126. Commelina polhillii Faden & M.H.Alford
127. Commelina pseudomonosperma (Kuntze) L.M.Campb.
128. Commelina pseudopurpurea Faden
129. Commelina pseudoscaposa De Wild.
130. Commelina purpurea C.B.Clarke
131. Commelina pycnospatha Brenan
132. Commelina pynaertii De Wild.
133. Commelina quarrei De Wild.
134. Commelina quitensis Benth.
135. Commelina ramulosa (C.B.Clarke) H.Perrier
136. Commelina rebmanii León de la Luz
137. Commelina reptans Brenan
138. Commelina reticulata Stanley
139. Commelina reygaertii De Wild.
140. Commelina robynsii De Wild.
141. Commelina roensis M.D.Barrett & R.L.Barrett
142. Commelina rogersii Burtt Davy
143. Commelina rosulata Faden & Layton
144. Commelina ruandensis De Wild.
145. Commelina rufipes Seub.
146. Commelina rufociliata C.B.Clarke
147. Commelina rupestris Nandikar & Gurav
148. Commelina rupicola Font Quer ex Emb. & Maire
149. Commelina rzedowskii López-Ferr., Espejo & Ceja
150. Commelina saxatilis H.Perrier
151. Commelina saxosa De Wild.
152. Commelina scabra Benth.
153. Commelina scaposa C.B.Clarke ex De Wild. & T.Durand
154. Commelina schliebenii Mildbr.
155. Commelina schweinfurthii C.B.Clarke
156. Commelina shinsendaensis De Wild.
157. Commelina sikkimensis C.B.Clarke
158. Commelina socorrogonzaleziae Espejo & López-Ferr.
159. Commelina somalensis Chiov.
160. Commelina spectabilis C.B.Clarke
161. Commelina sphaerorrhizoma Faden & Layton
162. Commelina standleyi Steyerm.
163. Commelina stefaniniana Chiov.
164. Commelina stolzii Mildbr.
165. Commelina subcucullata C.B.Clarke
166. Commelina subscabrifolia De Wild.
167. Commelina subulata Roth
168. Commelina suffruticosa Blume
169. Commelina sulcatisperma Faden
170. Commelina sylvatica De Wild.
171. Commelina texcocana Matuda
172. Commelina thomasii Hutch.
173. Commelina trachysperma Chiov.
174. Commelina transversifolia De Wild.
175. Commelina triangulispatha Mildbr.
176. Commelina tricarinata Stanley
177. Commelina tricolor E.Barnes
178. Commelina trilobosperma K.Schum.
179. Commelina tuberosa L.
180. Commelina umbellata Schumach. & Thonn.
181. Commelina undulata R.Br.
182. Commelina ussilensis Schweinf.
183. Commelina vanderystii De Wild.
184. Commelina velutina Mildbr.
185. Commelina vermoesenii De Wild.
186. Commelina virginica L.
187. Commelina welwitschii C.B.Clarke
188. Commelina wightii Raizada
189. Commelina youngii Nandikar
190. Commelina zambesica C.B.Clarke
191. Commelina zenkeri C.B.Clarke
192. Commelina zeylanica Falkenb.
193. Commelina zigzag P.A.Duvign. & Dewit